# Hypena porphyrophaes
Hypena porphyrophaes là một loài bướm đêm trong họ Erebidae.